# Crăiești (Mureș)
Crăieşti (Hongaars: Mezőkirályfalva) is een comună in het district Mureș, Transsylvanië, Roemenië.
Crăieşti is opgebouwd uit vier dorpen, namelijk:
- Crăieşti
- Lefaia
- Milăşel
- Nima Milăşelului

## Demografie
In 2002 telde de comună zo'n 1.026 inwoners, tegenover 994 inwoners in 2007. Dat is een daling van 32 inwoners (-3,1%) in vijf jaar tijd.

## Galerij

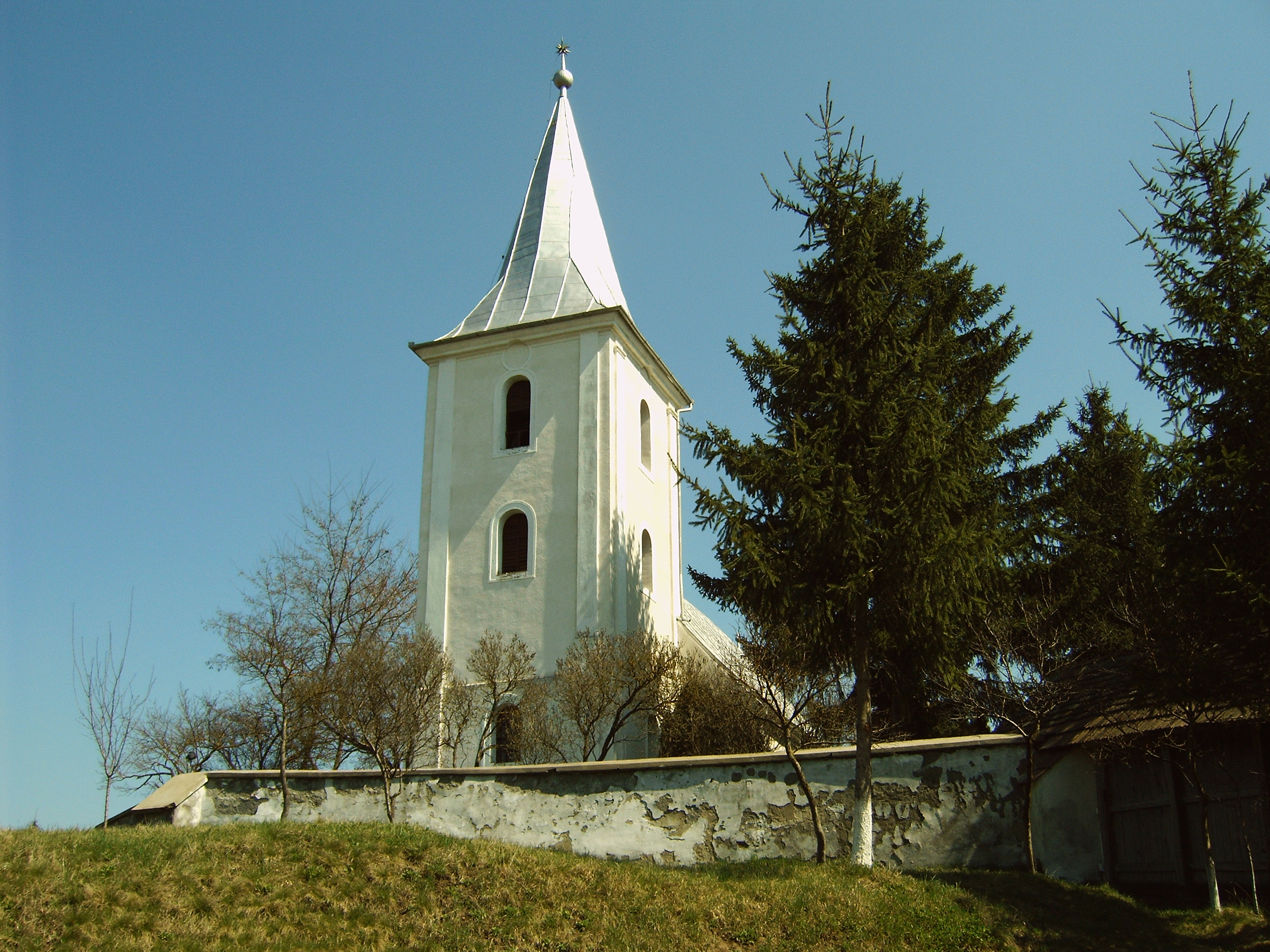
Hervormde kerk van Crăieşti